# Sphaerodactylus torrei
Sphaerodactylus torrei är en ödleart som beskrevs av  Barbour 1914. Sphaerodactylus torrei ingår i släktet Sphaerodactylus och familjen geckoödlor. IUCN kategoriserar arten globalt som sårbar.

## Underarter
Arten delas in i följande underarter:
- S. t. spielmani
- S. t. torrei